# کارخانه ابریشم تویمی‌اوکا
کارخانه ابریشم تویمی‌اوکا (به ژاپنی: 富岡製糸場, Tomioka Seishijō) قدیمی‌ترین کارخانه تولید ابریشم به سبک مدرن در ژاپن است که در سال ۱۸۷۲ توسط دولت برای معرفی محصولات مدرن ابریشم از فرانسه و گسترش فناوری آن در ژاپن تأسیس شد.